# Rachel Rising
Rachel Rising est une série de bande dessinée d'horreur réalisée par l'Américain Terry Moore et publiée depuis août 2011 sous forme de comic books par Abstract Studios, qui en édite également des recueils depuis 2012. Ceux-ci sont traduits en français par Delcourt depuis 2014. La série raconte l'histoire d'une jeune femme, Rachel, qui revient de la mort peu après son assassinat et cherche à comprendre qui l'a tuée et pourquoi elle a été ressuscitée.
Nommée au prix Harvey de la meilleure nouvelle série en 2012, Rachel Rising a valu à son auteur les Harvey du meilleur lettreur en 2014 et du meilleur auteur en 2015.